# Nola interrupta
Nola interrupta är en fjärilsart som beskrevs av Arnold Pagenstecher 1884. Nola interrupta ingår i släktet Nola och familjen trågspinnare. Inga underarter finns listade i Catalogue of Life.